# Аполлон (театр)
Театр «Аполлон» (греч. θέατρο «Απόλλων») — театр в городе Патры, Греция. Автором проекта здания театра был греческий архитектор саксонского происхождения Эрнст Зиллер, архитектор также Национального театра Греции.

## История
Театр «Аполлон» был основан 11 февраля 1871 года, завершение строительства и официальное открытие состоялось 10 октября 1872 года. Все работы были профинансированы гражданским сообществом в Патрах. В главный комитет общества входили Теодор Гамбургер (председатель), С. Хэнкок, М. Герусис, Димитриос Патринос (позднее мэр Патр), К. Лаппас и А. Хрисантис и т. д., список его активных рядовых членов содержал около 100 фамилий. Среди них — тогдашний мэр города Патры Георгиос Руфос, Густавос Клаусс, Лангурас, братья Триантис, братья Панайотис, отец Димитриоса Гунарис, Эпаминонд Максимос, отец Димитриоса Максимоса (дважды занимал пост министра иностранных дел Греции и премьер-министра Греции) и другие.
Сейчас театр «Аполлон» — один из трех уцелевших в Греции театров, построенных в неоклассическом стиле, другие два — театр в греческом Триполи (открыт в 1910 году) и театр «Аполлон» в Эрмуполисе на острове Сирос (открыт в 1864 году). С 1988 года театр «Аполлон» является основной сценой труппы Муниципального регионального театра в Патрах.